# Tour de Francia 1914
El 12.º Tour de Francia se disputó entre el 28 de junio y el 26 de julio de 1914 con un recorrido de 5405 km. dividido en 15 etapas.
El mismo día en que comenzaba el Tour, el archiduque de Austria  Francisco Fernando moría asesinado en Sarajevo, marcando el inicio de la Primera Guerra Mundial. Pocos días después de la finalización de la prueba, el 3 de agosto, Alemania invadía Bélgica y declaraba la guerra a Francia, haciendo que este fuera el último Tour hasta la edición de  1919. Al terminar la carrera, en el Parque de los Príncipes, el ambiente era de movilización general para combatir el frente. El Tour no quedó al margen de la tragedia que supuso la Primera Guerra Mundial, muriendo en el frente los vencedores de las ediciones entre  1907 y  1910, Lucien Petit-Breton, François Faber y Octave Lapize, así como de otros ciclistas del momento.

## Participantes
No se producen grandes cambios respecto a la edición de  1913. Destaca la utilización de silbatos para advertir su presencia a otras personas, en especial cuando hacía bajada.
Philippe Thys, vigente campeón, es considerado el principal favorito, junto a su compañero de equipo Henri Pélissier. Además de los seis ganadores del Tour de Francia de ediciones pasadas que comenzaron la carrera, Louis Trousselier, Lucien Petit-Breton, François Faber, Octave Lapize, Gustave Garrigou, Odile Defraye y Philippe Thys, cuatro ciclistas más que posteriormente lo ganarían tomaron la salida en esta edición: Firmin Lambot, Léon Scieur, Henri Pélissier y Lucien Buysse. Esta cantidad de once antiguos o futuros ganadores del Tour de Francia a la línea de salida es un récord aún no superado. 
Además, el futuro campeón del Giro de Italia de 1919, Costante Girardengo, tomó la salida, aunque no lo hizo como jefe de filas de su equipo.
En 1914 tomaron la salida los primeros ciclistas australianos en la historia del Tour, Don Kirkham y Iddo Munro. Ambos finalizaron la carrera, en 17.ª y 20.ª posición respectivamente.

## Desarrollo de la carrera

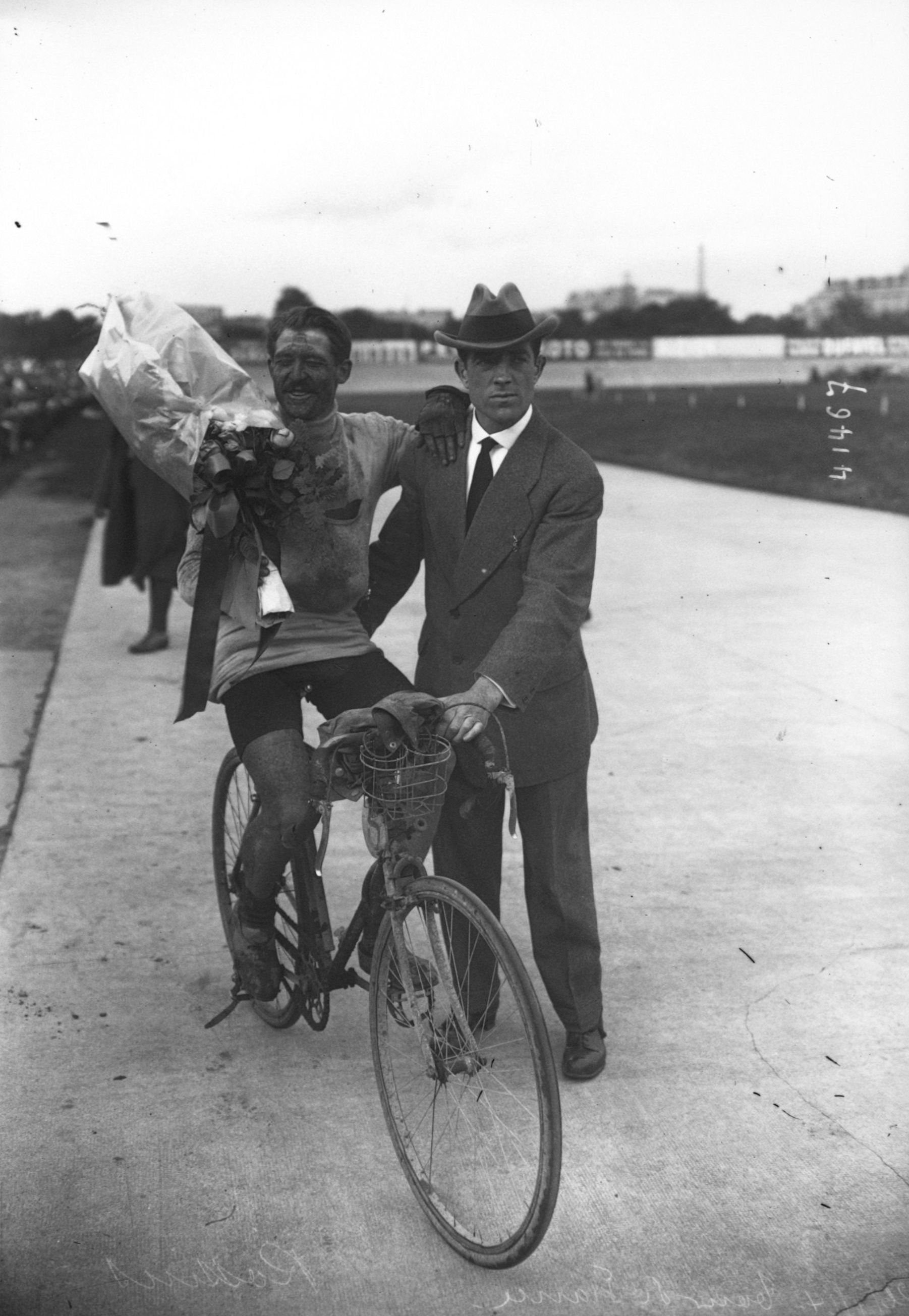
Jean Rossius compartió liderato con Thys durante las primeras etapas, pero finalmentr acabó cuarto.

Thys fue el claro dominador de la carrera y aunque sólo ganó la primera etapa, terminó entre los cinco primeros todas las demás etapas. En esta primera etapa hasta once corredores llegaron con el mismo tiempo, siendo Jean Rossius el segundo clasificado. En la segunda etapa Rossius y Thys se disputaron la victoria al sprint tras llegar escapados a Cherbourg. Rossius fue el vencedor final, pasando a compartir el liderato de la carrera ambos.
En la tercera etapa, los ciclistas llegaron al primer punto de control una hora más tarde, después de que una parte del piloto se hubiera equivocado en un cruce deficientemente señalizada y que hubieran tenido que deshacer el camino. Los jueces de la carrera decidieron, con el beneplácito de todos los ciclistas, neutralizar la carrera hasta el primer punto de paso, donde se reiniciaría. La etapa, fuerza monótona, fue ganada al sprint por Émile Engel.
El liderato de la carrera sigue siendo compartido por Rossius y Thys hasta el fin de la quinta etapa, con final en Bayona, mientras Pélissier era tercero en la general, a sólo 5 '27 "de los líderes. La sexta etapa supone la aparición de la alta montaña en esta edición, con el paso por los puertos de la Col d'Aubisque, el Tourmalet, el Aspin y el Peyresourde. La etapa fue ganada por Firmin Lambot, con Thys sólo siete minutos tras él, lo que le permitió consolidar el liderato, ya que Pélissier perdió más de 30 minutos y Rossius más de una hora. En esta etapa Girardengo cayó, retirándose de una carrera que no volvió a visitar.
Durante la octava etapa el fuerte calor ralentizó mucho el ritmo, llegando a Marsella un numeroso grupo en el que Octave Lapize fue el más rápido. Durante la novena etapa, el antiguo vencedor del Tour François Faber fue penalizado con 90 minutos, porque había sido empujado y había tomado bebidas de un motociclista.
Durante las etapas  alpinas, en el que se superan puertos como el Col d'Allos, el Galibier o el Ballon d'Alsace, Pélissier intenta hacer todo lo posible para recuperar tiempo, pero solo consigue recuperar unos pocos minutos.
Así, tras la decimotercera etapa, aunque se encontraba a 31 minutos y 50 segundos tras Thys.
En la 14.ª etapa, disputada bajo la lluvia con fuerte viento, Thys rompió la bicicleta y no se le permitió buscar ayuda para arreglar la bicicleta. Thys decidió correr el riesgo de una penalización de tiempo y compraron una nueva rueda en una tienda. Esto le valió una sanción de 30 minutos, que dejó Thys con sólo un minuto y cincuenta segundos delante de Pélissier. En la última etapa Pélissier hizo todo lo posible para recuperar el tiempo, pero no fue posible y Thys se llevó la victoria final.

## Resultados

### Etapas

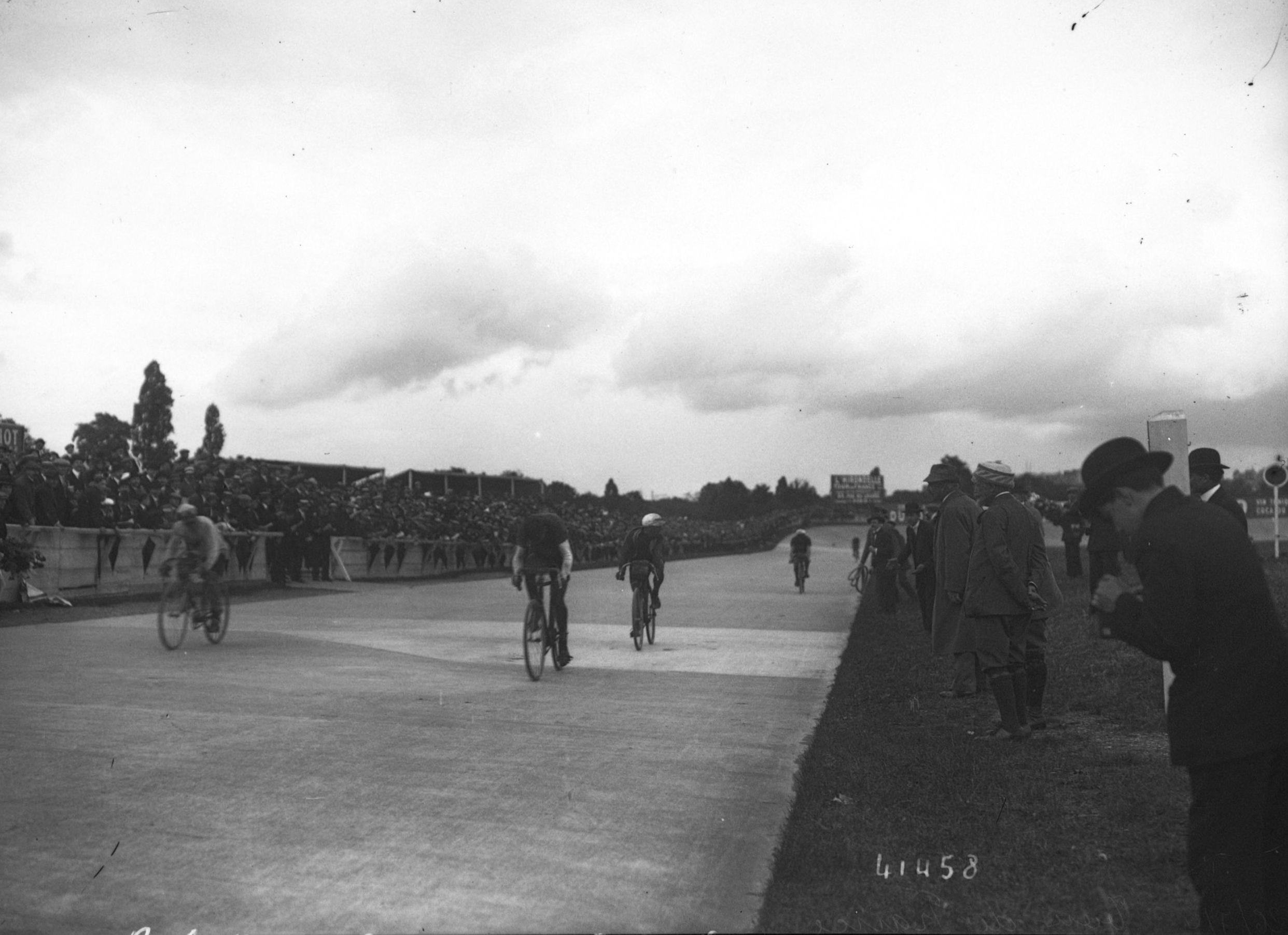
Llegada al Parque de los Príncipes.

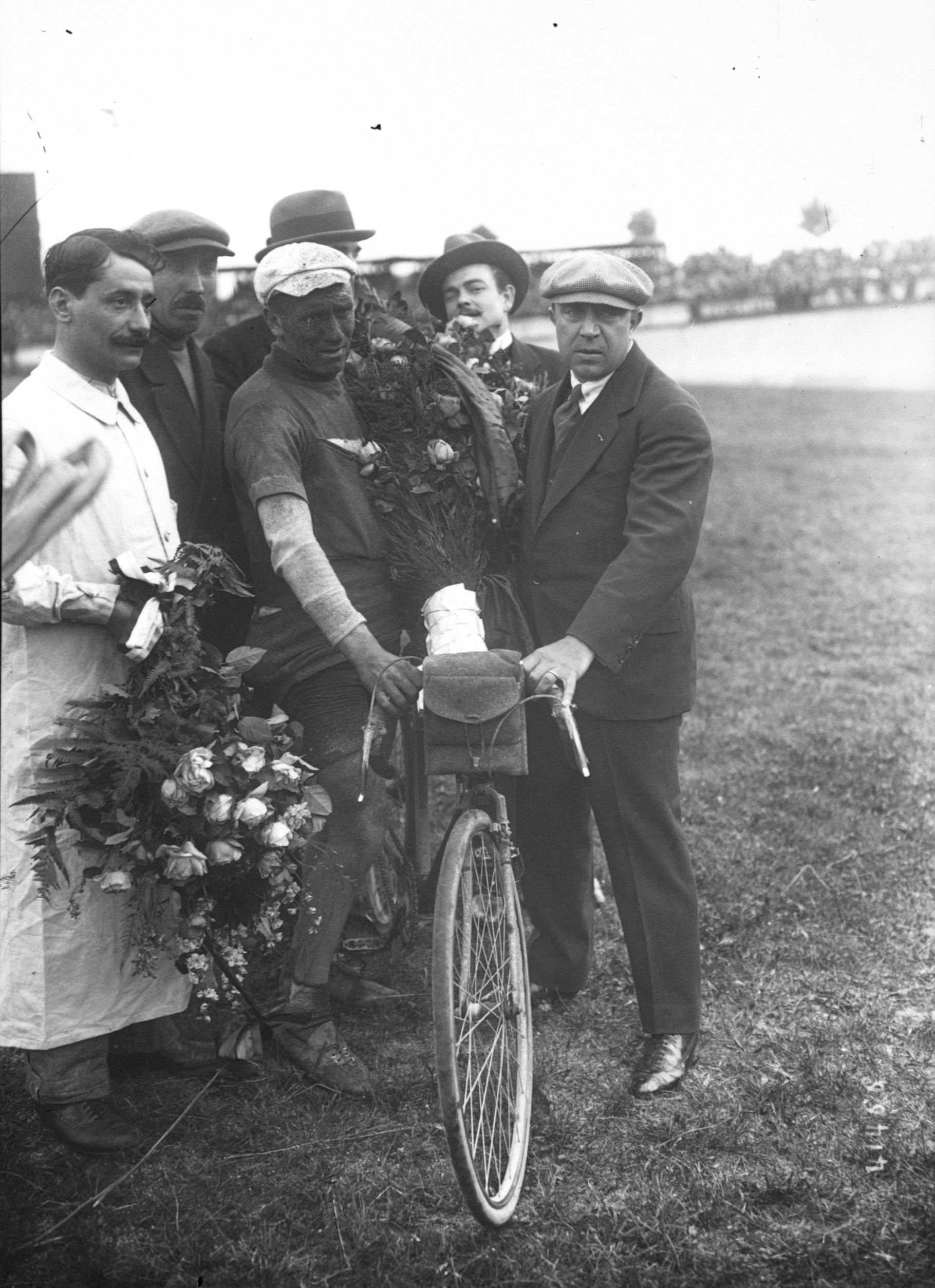
Philippe Thys, vencedor del Tour de Francia de 1914.

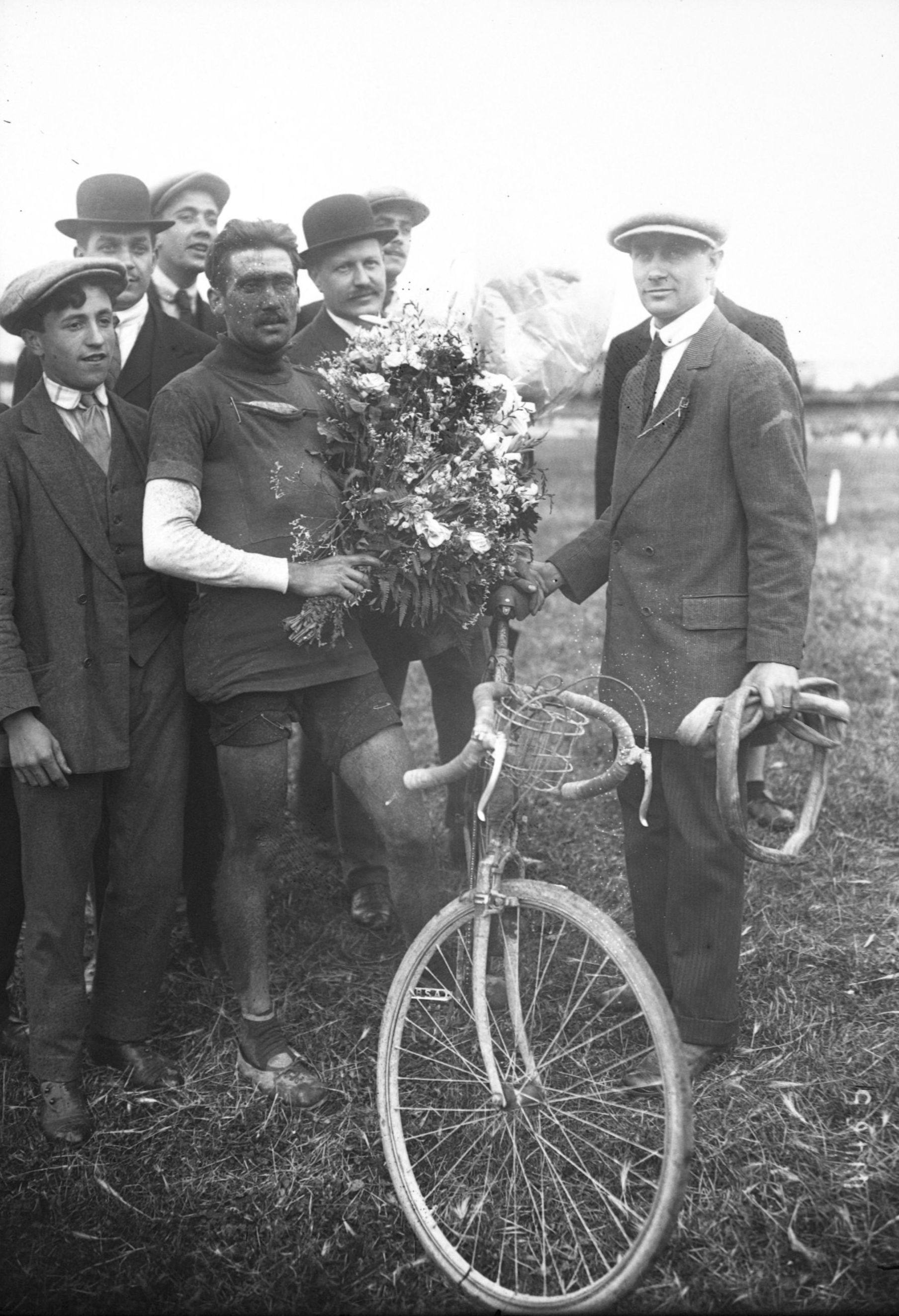
Henri Pélissier, segundo clasificado del Tour de Francia de 1914.

| Etapa | Fecha       | Recorrido            | Distancia (km) | Ganador          | Líder                       |
| ----- | ----------- | -------------------- | -------------- | ---------------- | --------------------------- |
| 1.ª   | 28 de junio | París - Le Havre     | 388            | Philippe Thijs   | Philippe Thijs              |
| 2.ª   | 30 de junio | Le Havre - Cherburgo | 364            | Jean Rossius     | Philippe Thijs Jean Rossius |
| 3.ª   | 2 de julio  | Cherburgo - Brest    | 405            | Émile Engel      | Philippe Thijs Jean Rossius |
| 4.ª   | 5 de julio  | Brest - La Rochelle  | 470            | Oscar Egg        | Philippe Thijs Jean Rossius |
| 5.ª   | 7 de julio  | La Rochelle - Bayona | 379            | Oscar Egg        | Philippe Thijs Jean Rossius |
| 6.ª   | 8 de julio  | Bayona - Luchon      | 326            | Firmin Lambot    | Philippe Thijs              |
| 7.ª   | 10 de julio | Luchon - Perpiñán    | 323            | Jean Alavoine    | Philippe Thijs              |
| 8.ª   | 12 de julio | Perpiñán - Marsella  | 370            | Octave Lapize    | Philippe Thijs              |
| 9.ª   | 14 de julio | Marsella - Niza      | 338            | Jean Rossius     | Philippe Thijs              |
| 10.ª  | 16 de julio | Niza - Grenoble      | 333            | Henri Pélissier  | Philippe Thijs              |
| 11.ª  | 18 de julio | Grenoble – Ginebra   | 325            | Gustave Garrigou | Philippe Thijs              |
| 12.ª  | 20 de julio | Ginebra - Belfort    | 335            | Henri Pélissier  | Philippe Thijs              |
| 13.ª  | 22 de julio | Belfort - Longwy     | 325            | François Faber   | Philippe Thijs              |
| 14.ª  | 24 de julio | Longwy - Dunkerque   | 390            | François Faber   | Philippe Thijs              |
| 15.ª  | 26 de julio | Dunkerque - París    | 340            | Henri Pélissier  | Philippe Thijs              |

## Clasificación general
Los tiempos obtenidos por cada ciclista en las diferentes etapas se suman para completar la clasificación general. El ciclista con el menor tiempo acumulado después de la última etapa era el ganador.
| Clasificación general |                  |                         |                   |
| Ciclista              | Ciclista         | Equipo                  | Tiempo            |
| --------------------- | ---------------- | ----------------------- | ----------------- |
| 1.º                   | Philippe Thys    | Peugeot–Wolber          | 200 h 28 min 48 s |
| 2.º                   | Henri Pélissier  | Peugeot–Wolber          | + 1 min 50 s      |
| 3.º                   | Jean Alavoine    | Peugeot–Wolber          | + 36 min 53 s     |
| 4.º                   | Jean Rossius     | Alcyon–Soly             | + 1 h 57 min 05 s |
| 5.º                   | Gustave Garrigou | Peugeot–Wolber          | + 3 h 00 min 21 s |
| 6.º                   | Emile Georget    | Peugeot–Wolber          | + 3 h 20 min 59 s |
| 7.º                   | Alfons Spiessens | J.B. Louvet–Continental | + 3 h 53 min 55 s |
| 8.º                   | Firmin Lambot    | Peugeot–Wolber          | + 5 h 08 min 54 s |
| 9.º                   | François Faber   | Peugeot–Wolber          | + 6 h 15 min 53 s |
| 10.º                  | Louis Heusghem   | Peugeot–Wolber          | + 7 h 49 min 02 s |

| Clasificación final (11–54) |                     |                         |                    |
| Ciclista                    | Ciclista            | Equipo                  | Tiempo             |
| Pos.                        | Ciclista            | Patrocinador            | Tiempo             |
| --------------------------- | ------------------- | ----------------------- | ------------------ |
| 11.º                        | Eugène Christophe   | Peugeot–Wolber          | + 8 h 31 min 58 s  |
| 12.º                        | Ernest Paul         | Delage–Continental      | + 9 h 42 min 51 s  |
| 13.º                        | Oscar Egg           | Peugeot–Wolber          | + 10 h 00 min 40 s |
| 14.º                        | Léon Scieur         | Thoman–Joly             | + 10 h 02 min 30 s |
| 15.º                        | Camille Botte       | —                       | + 10 h 14 min 33 s |
| 16.º                        | Angelo Erba         | Alleluia–Continental    | + 11 h 21 min 22 s |
| 17.º                        | Donald Kirkham      | Phebus–Dunlop           | + 11 h 53 min 39 s |
| 18.º                        | Hector Tiberghien   | Delage–Continental      | + 12 h 23 min 21 s |
| 19.º                        | Jacques Coomans     | Thoman–Joly             | + 12 h 24 min 15 s |
| 20.º                        | Iddo Munro          | Phebus–Dunlop           | + 12 h 34 min 57 s |
| 21.º                        | Charles Charron     | Delage–Continental      | + 12 h 59 min 23 s |
| 22.º                        | Henri Devroye       | Armor–Soly              | + 13 h 22 min 14 s |
| 23.º                        | Maurice Brocco      | Gladiator–Dunlop        | + 14 h 32 min 36 s |
| 24.º                        | Julien Tuytten      | —                       | + 14 h 36 min 14 s |
| 25.º                        | Vincenzo Borgarello | Clement–Dunlop          | + 15 h 18 min 21 s |
| 26.º                        | Louis Petitjean     | Delage–Continental      | + 15 h 38 min 44 s |
| 27.º                        | Jules Nempon        | J.B. Louvet–Continental | + 16 h 32 min 55 s |
| 28.º                        | René Vandenberghe   | J.B. Louvet–Continental | + 17 h 05 min 07 s |
| 29.º                        | Marcel Baumler      | Peugeot–Wolber          | + 17 h 07 min 55 s |
| 30.º                        | Marcel Godivier     | Gladiator–Dunlop        | + 18 h 18 min 57 s |
| 31.º                        | Paul Duboc          | Automoto                | + 18 h 35 min 32 s |
| 32.º                        | Pierre Everaerts    | —                       | + 19 h 21 min 04 s |
| 33.º                        | Ottavio Pratesi     | —                       | + 20 h 31 min 40 s |
| 34.º                        | Constant Ménager    | Gladiator–Dunlop        | + 20 h 58 min 45 s |
| 35.º                        | Charles Cruchon     | Gladiator–Dunlop        | + 21 h 04 min 56 s |
| 36.º                        | Jules Deloffre      | —                       | + 22 h 03 min 15 s |
| 37.º                        | Camillo Bertarelli  | Alleluia–Continental    | + 23 h 08 min 26 s |
| 38.º                        | Louis Trousselier   | Automoto                | + 23 h 44 min 30 s |
| 39.º                        | Adrien Alpini       | —                       | + 26 h 11 min 22 s |
| 40.º                        | Gaston Degy         | Automoto                | + 29 h 05 min 54 s |
| 41.º                        | Raymond Harquet     | Alleluia–Continental    | + 30 h 04 min 05 s |
| 42.º                        | Louis Engel         | Delage–Continental      | + 30 h 54 min 28 s |
| 43.º                        | Emile Guyon         | —                       | + 30 h 55 min 10 s |
| 44.º                        | Mario Spinelli      | —                       | + 35 h 13 min 35 s |
| 45.º                        | Charles Kippert     | Gladiator–Dunlop        | + 35 h 56 min 03 s |
| 46.º                        | Charles Dumont      | —                       | + 37 h 42 min 31 s |
| 47.º                        | René Cottrel        | —                       | + 37 h 42 min 31 s |
| 48.º                        | Sante Goi           | —                       | + 52 h 15 min 32 s |
| 49.º                        | Emilio Cuchetti     | —                       | + 59 h 20 min 16 s |
| 50.º                        | Gaston Neboux       | —                       | + 59 h 59 min 01 s |
| 51.º                        | Henri Allard        | —                       | + 67 h 46 min 24 s |
| 52.º                        | Henri Alavoine      | —                       | + 72 h 55 min 21 s |
| 53.º                        | Marcel Rottie       | —                       | + 84 h 03 min 10 s |
| 54.º                        | Henri Leclerc       | —                       | + 99 h 04 min 45 s |